# El calze de plata
 El calze de plata  (original: The Silver Chalice) és una pel·lícula estatunidenca, dirigida per Victor Saville, estrenada el 1954 i doblada al català.

## Argument
A Roma, l'any 40, un jove esclau grec alliberat (Paul Newman) rep pel seu talent d'escultor l'encàrrec de dissenyar i realitzar la talla d'una superestructura destinada a contenir el calze que es va fer servir a l'Últim sopar sopar de Jesucrist.

## Repartiment
- Virginia Mayo: Helena
- Pier Angeli: Deborra
- Jack Palance: Simon el Mag
- Paul Newman: Basil
- Walter Hampden: Joseph
- Joseph Wiseman: Mijamin
- Alexander Scourby: Luc
- Lorne Greene: Pere
- David J. Stewart: Adam
- Natalie Wood: Helena, de nena
- Albert Dekker: Kester
- Herbert Rudley: Linus
- Strother Martin

## Crítica
Aquesta pel·lícula la Warner va realitzar la Warner com a reacció al gran èxit de la Fox l'any anterior amb "La Tunica sagrada", el seu primer film amb cinemascope. Aquesta resulta bastant avorrida i només sorprèn l'escàs sentit del ridícul dels que la van fer.